# Forcipomyia nigrans
Forcipomyia nigrans är en tvåvingeart som beskrevs av Remm 1962. Forcipomyia nigrans ingår i släktet Forcipomyia och familjen svidknott. Inga underarter finns listade i Catalogue of Life.